# Това е Англия
„Това е Англия“ (на английски: This Is England) е британски драматичен филм от 2007 година на режисьора Шейн Медоус по негов собствен сценарий. Сюжетът е фокусиран върху английско момче от беден квартал на Шефилд и неговите взаимоотношения с група скинхедс на фона на Фолклендската война в началото на 80-те години на 20 век. Филмът засяга и темата за навлизането на белия национализъм в субкултурата на скинхедс, която се формира през 60-те години под силното влияние на имигранти от Антилските острови.
През 2007 година филмът получава наградата на БАФТА за най-добър британски филм. Той става основа за два телевизионни сериала.